# Cristian Pletea
Cristian Pletea (* 28. Mai 2000 in Bukarest) ist ein rumänischer Tischtennisspieler.

## Werdegang
Pletea spielte in seinem Heimatland für Topstar Constanta. Ab der Saison 2018/19 trat er für den 1. FC Saarbrücken zunächst nur in der Champions League an, da er in diesem Jahr noch zur Schule ging und in Rumänien sein Abitur machte. In der Saison 2019/20 startete er für die Saarbrücker auch in der Bundesliga. 2020 unterzeichnete der Rumäne einen Einjahresvertrag beim TTC Zugbrücke Grenzau, wo er sich mehr Einsatzzeiten erhoffte, 2022 ging er zu Werder Bremen.
Seinen bisher größten internationalen Erfolg errang er 2018 im Alter von 17 Jahren, als er die Silbermedaille bei der U21-Europameisterschaft in Minsk gewann. Seit 2019 startet er regelmäßig auch bei der ITTF World Tour, wo er als sein bisher bestes Ergebnis das Achtelfinale bei der Czech Open 2019 erreichte.